# Antonio Eugenio Visconti
Antonio Eugenio Visconti (Milano, 17 giugno 1713 – Roma, 4 marzo 1788) è stato un cardinale e arcivescovo cattolico italiano.

## Biografia
Nacque a Milano il 17 giugno 1713, figlio di Annibale Visconti di Saliceto, feldmaresciallo del Sacro Romano Impero, e della nobildonna Claudia Erba-Odescalchi, imparentata col pontefice Innocenzo XI. Suo padrino di battesimo fu il celebre condottiero Eugenio di Savoia.
Compì i propri studi all'Università degli Studi di Pavia dove ottenne il dottorato in utroque iure il 19 dicembre 1737. Dopo la laurea, praticò legge al foro di Milano e fu relatore del Sacro Consiglio della Sacra Consulta dal 1748, divenendo segretario della Sacra Congregazione per le indulgenze e le sacre reliquie. Amministratore dell'Ospedale di San Gallo a Roma, divenne primicerio dell'Arciconfraternita dei Pellegrini e del Carmine, nonché referendario del Supremo Tribunale della Segnatura Apostolica.
Dopo questa prima fase, prese definitivamente gli ordini sacri il 22 dicembre 1759 e dal 28 gennaio 1760 venne eletto arcivescovo titolare di Efeso, venendo consacrato il 28 giugno di quello stesso anno, a Roma, da papa Clemente XIII. Nominato assistente al trono pontificio il 20 febbraio 1760, ottenne la carica di nunzio apostolico in Polonia il 22 febbraio dello stesso anno, venendo trasferito alla nunziatura in Austria a partire dal 22 novembre 1766.
Creato cardinale in pectore nel concistoro del 17 giugno 1771, venne resa pubblica la sua elezione il 19 aprile 1773. Partecipò al conclave del 1774-1775, che elesse pontefice Pio VI, ricevendo il titolo cardinalizio di Santa Croce in Gerusalemme il 3 aprile 1775. Quindi divenne prefetto dell'Economia della Sacra Congregazione della Propaganda Fide e camerlengo del Sacro Collegio dei cardinali dal 20 marzo 1780. Nel 1782 fu nominato prefetto per la Sacra Congregazione per le indulgenze e le sacre reliquie.
Morì a Roma il 4 marzo 1788 all'età di 74 anni e la sua salma venne esposta nella chiesa cittadina dei Santi Ambrogio e Carlo, e venne sepolto nella sua chiesa titolare.

## Genealogia episcopale e successione apostolica
La genealogia episcopale è:
- Cardinale Scipione Rebiba
- Cardinale Giulio Antonio Santori
- Cardinale Girolamo Bernerio, O.P.
- Arcivescovo Galeazzo Sanvitale
- Cardinale Ludovico Ludovisi
- Cardinale Luigi Caetani
- Cardinale Ulderico Carpegna
- Cardinale Paluzzo Paluzzi Altieri degli Albertoni
- Papa Benedetto XIII
- Papa Benedetto XIV
- Papa Clemente XIII
- Cardinale Antonio Eugenio Visconti

La successione apostolica è:
- Arcivescovo Ignacy Błażej Franciszek Krasicki (1766)
- Arcivescovo Filippo Maria Visconti (1784)
- Vescovo Gianantonio Della Beretta (1785)

## Ascendenza
|                                                        |                 |                     | Genitori             |  |  | Nonni |  |  | Bisnonni                                           |  |  | Trisnonni                                            |  |
|                                                        |                 |                     |                      |  |  |       |  |  | Pirro Visconti di Saliceto, consignore di Brignano |  |  | Alfonso Visconti di Saliceto, consignore di Brignano |  |
|                                                        |                 |                     |                      |  |  |       |  |  | Pirro Visconti di Saliceto, consignore di Brignano |  |  | Alfonso Visconti di Saliceto, consignore di Brignano |  |
|                                                        |                 | Margherita Bonetti  |                      |  |  |       |  |  | Pirro Visconti di Saliceto, consignore di Brignano |  |  |                                                      |  |
| Alfonso Visconti di Saliceto, consignore di Brignano   |                 |                     |                      |  |  |       |  |  | Pirro Visconti di Saliceto, consignore di Brignano |  |  |                                                      |  |
|                                                        |                 | Orsola Albani       | Bartolomeo Albani    |  |  |       |  |  |                                                    |  |  |                                                      |  |
|                                                        |                 | Orsola Albani       | Bartolomeo Albani    |  |  |       |  |  |                                                    |  |  |                                                      |  |
|                                                        |                 | Orsola Albani       | Bartolomea Cologni   |  |  |       |  |  |                                                    |  |  |                                                      |  |
| Annibale Visconti, marchese di Borgoratto e Brignano   |                 | Orsola Albani       |                      |  |  |       |  |  |                                                    |  |  |                                                      |  |
|                                                        |                 | Francesco Arnolfi   | …                    |  |  |       |  |  |                                                    |  |  |                                                      |  |
|                                                        |                 | Francesco Arnolfi   | …                    |  |  |       |  |  |                                                    |  |  |                                                      |  |
|                                                        |                 | Francesco Arnolfi   | …                    |  |  |       |  |  |                                                    |  |  |                                                      |  |
| Fulvia Teresa Arnolfi                                  |                 | Francesco Arnolfi   |                      |  |  |       |  |  |                                                    |  |  |                                                      |  |
|                                                        |                 | …                   | …                    |  |  |       |  |  |                                                    |  |  |                                                      |  |
|                                                        |                 | …                   | …                    |  |  |       |  |  |                                                    |  |  |                                                      |  |
|                                                        |                 | …                   | …                    |  |  |       |  |  |                                                    |  |  |                                                      |  |
| Antonio Eugenio Visconti                               |                 | …                   |                      |  |  |       |  |  |                                                    |  |  |                                                      |  |
|                                                        | Alessandro Erba | Girolamo Erba       |                      |  |  |       |  |  |                                                    |  |  |                                                      |  |
|                                                        | Alessandro Erba | Girolamo Erba       |                      |  |  |       |  |  |                                                    |  |  |                                                      |  |
|                                                        | Alessandro Erba | Vittoria Olgiati    |                      |  |  |       |  |  |                                                    |  |  |                                                      |  |
| Antonio Maria Erba-Odescalchi, I marchese di Mondonico | Alessandro Erba |                     |                      |  |  |       |  |  |                                                    |  |  |                                                      |  |
|                                                        |                 | Lucrezia Odescalchi | Livio Odescalchi     |  |  |       |  |  |                                                    |  |  |                                                      |  |
|                                                        |                 | Lucrezia Odescalchi | Livio Odescalchi     |  |  |       |  |  |                                                    |  |  |                                                      |  |
|                                                        |                 | Lucrezia Odescalchi | Paola Sofia Castelli |  |  |       |  |  |                                                    |  |  |                                                      |  |
| Claudia Erba-Odescalchi                                |                 | Lucrezia Odescalchi |                      |  |  |       |  |  |                                                    |  |  |                                                      |  |
|                                                        |                 | Luigi Turconi       | Ludovico Turconi     |  |  |       |  |  |                                                    |  |  |                                                      |  |
|                                                        |                 | Luigi Turconi       | Ludovico Turconi     |  |  |       |  |  |                                                    |  |  |                                                      |  |
|                                                        |                 | Luigi Turconi       | Giulia Muggiasca     |  |  |       |  |  |                                                    |  |  |                                                      |  |
| Teresa Turconi                                         |                 | Luigi Turconi       |                      |  |  |       |  |  |                                                    |  |  |                                                      |  |
|                                                        |                 | Anna Grassi         | …                    |  |  |       |  |  |                                                    |  |  |                                                      |  |
|                                                        |                 | Anna Grassi         | …                    |  |  |       |  |  |                                                    |  |  |                                                      |  |
|                                                        |                 | Anna Grassi         | …                    |  |  |       |  |  |                                                    |  |  |                                                      |  |
|                                                        |                 | Anna Grassi         |                      |  |  |       |  |  |                                                    |  |  |                                                      |  |

## Stemma
| Immagine | Blasonatura |
| -------- | --- |
|          | Cardinale D'argento alla biscia d'azzurro ondeggiante in palo e coronata d'oro, ingolante un moro di carnagione (Visconti). |